# Červený Kostelec
Červený Kostelec là một thị trấn thuộc huyện Náchod, vùng Královéhradecký, Cộng hòa Séc.